# Strigosella leptopoda
Strigosella leptopoda är en korsblommig växtart som beskrevs av O.N. Bondarenko och Viktor Petrovitj Botjantsev. Strigosella leptopoda ingår i släktet Strigosella och familjen korsblommiga växter. Inga underarter finns listade i Catalogue of Life.